# Kalenihavas
Kalenihavas (románul: Călene) falu Romániában, Erdélyben, Fehér megyében.

## Fekvése
Kudzsir közelében fekvő település.

## Története
Kalenihavas korábban Kudzsir  része volt, 1956 körül 260 lakossal vált külön.
1966-ban 127 román lakosa volt. 1977-ben 127 lakosából 126 román, 1 német volt. 1992-ben 121, 2002-ben pedig 100 román lakosa volt.